# 西横山村 (大阪府)
西横山村（にしよこやまむら）は、かつて大阪府にあった村。

## 歴史
- 1889年（明治22年）4月1日、和泉郡北田中村、小野田村、下宮村、仏並村、坪井村が合併して、和泉郡西横山村が発足。大字小野田に村役場を設置。
- 1896年（明治29年）4月1日、泉北郡が成立。
- 1903年（明治36年）5月1日、泉北郡東横山村と合併して、泉北郡横山村となる。